# Кониоло
Кониоло (итал. Coniolo) — коммуна в Италии, располагается в регионе Пьемонт, в провинции Алессандрия.
Население составляет 444 человека (2008 г.), плотность населения составляет 43 чел./км². Занимает площадь 10 км². Почтовый индекс — 15030. Телефонный код — 0142.
В коммуне 15 августа особо празднуется Успение Пресвятой Богородицы.

## Демография
Динамика населения:

## Администрация коммуны
- Официальный сайт: